# 요한 가일러 폰 카이저스베르크

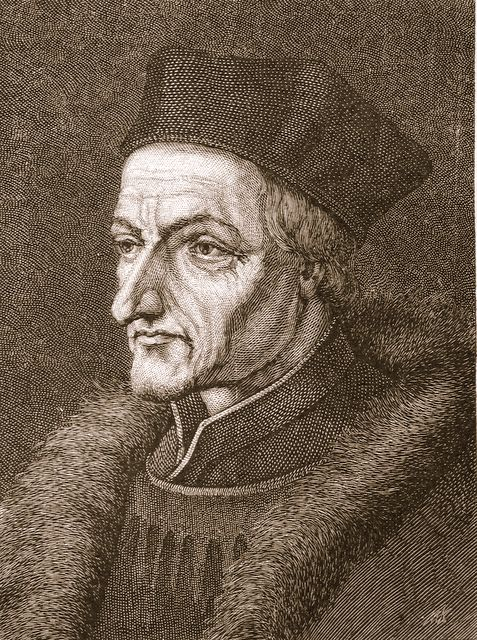
요한 가일러 폰 카이저스베르크

요한 가일러 폰 카이저스베르크(Johann Geiler von Kaysersberg, 1445년 3월 16일 - 1510년 3월 10일)는 스위스 태생의 사제였다. 15세기에 위대한 대중 연설가 중에 한 사람이었다. 그는 스트라스부르의 인문주의자들과 친밀하였고 독일의 교육가로 불리는 빌페링의 제이콥과 친하였다. 그러나 빌페링처럼 요한 가일러 폰 카이저스베르크도 세속적 사제였다. 당시 교회와 싸웠지만 루터의 종교 개혁정신에는 함께하지 않았다.
그는 교회의 교리들을 신실하게 유지함으로써 교회와 국가 내에서 기독교인의 도덕성을 회복해야만 구원과 보존이 이루어진다고 보았다.

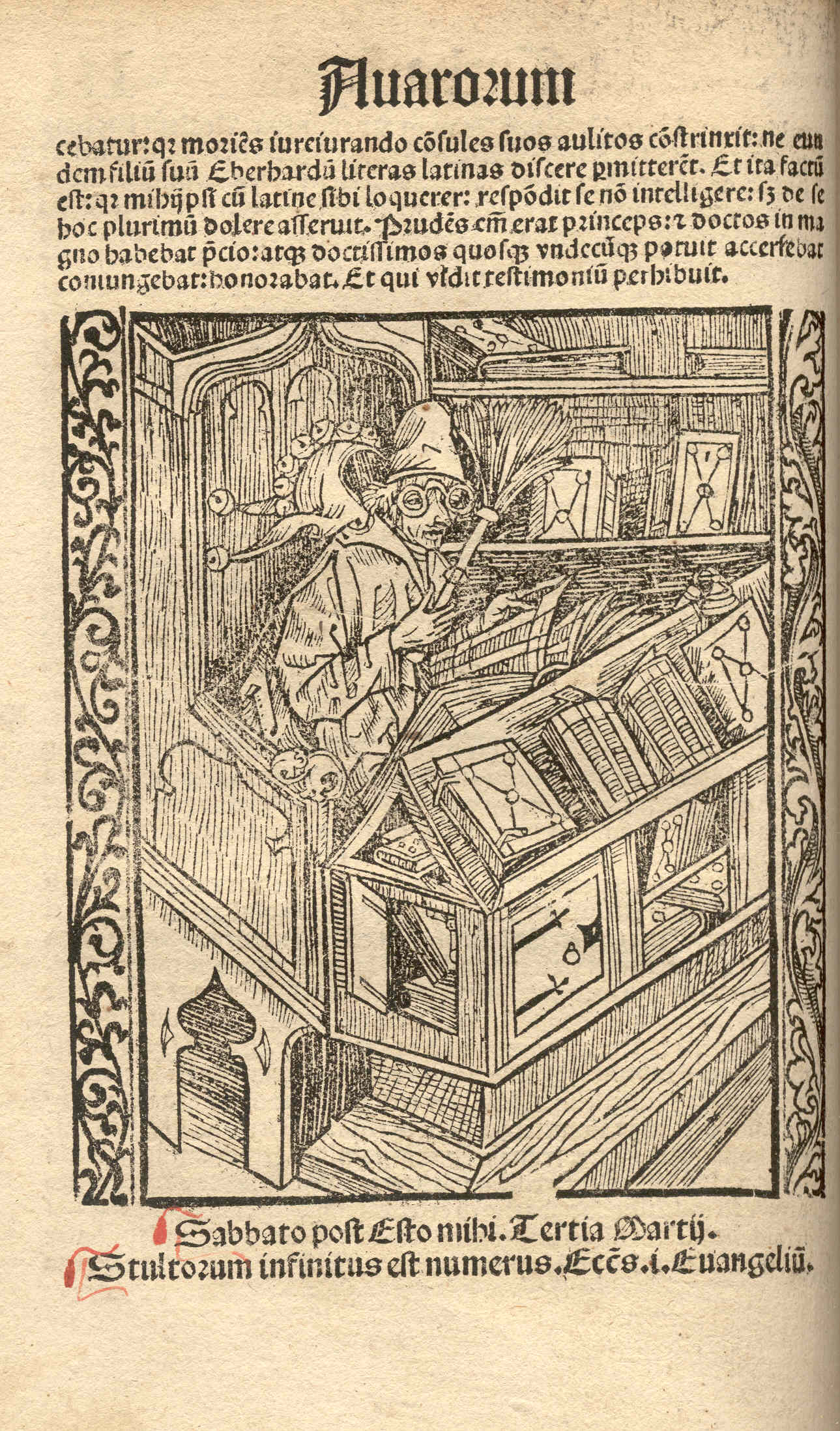
요한 가일러 폰 카이저스베르크 작품 (1510)